# János Karl
János Karl (o Károli) (Crvenka, 13 de junio de 1842 - Budapest, 25 de enero de 1882) fue un botánico, zoólogo, ictiólogo, herpetólogo, profesor de secundaria, museólogo, cirujano húngaro. Nació en Crvenka, donde su padre, Karl Luis era terrateniente. Tras la escuela media, continuó sus estudios en Bratislava, y luego estudió en la Facultad de Ciencias de la Universidad de Viena, donde desarrolló un interés especial por la ictiología.
En 1870, accedió al Museo Nacional Húngaro de Ciencias Naturales, así como en la Confesión Luterana en Budapest enseñando a los principales ordinarios de secundaria.
Fue elegido, en 1880 miembro de la Academia de Ciencias de Hungría, y esnombrado "Caballero" de Orden de la Corona de Rumania.